# Baishui, Zhanyi
Baishui är en köping i Kina. Den ligger i provinsen Yunnan, i den sydvästra delen av landet, omkring 150 kilometer nordost om provinshuvudstaden Kunming.
Genomsnittlig årsnederbörd är 1 282 millimeter. Den regnigaste månaden är juni, med i genomsnitt 306 mm nederbörd, och den torraste är januari, med 14 mm nederbörd.